# اولاد صبیح
اولاد صبیح (به فرانسوی: Oulad Sbih) یک منطقهٔ مسکونی در مراکش است که در استان قلعه سراغنه واقع شده‌است. اولاد صبیح ۶٬۱۳۱ نفر جمعیت دارد.